# Jeffrey Sparidaans
Jeffrey Sparidaans (Tilburg, 8 september 1993) is een Nederlands darter die uitkomt voor de PDC.

## Carrière
In 2015 won Sparidaans de Czech Open. In 2016 won hij Swiss Open. In 2017, won hij de England Classic en de Hungarian Classic. Hij kwalificeerde zich voor het BDO World Darts Championship 2018, maar verloor in de voorronde van Dennis Nilsson.
Sparidaans behaalde zijn eerste PDC Tourkaart op de Q-School 2023 door Ronny Huybrechts te verslaan in de finale op de eerste dag. Hij speelde op de UK Open waar hij in de eerste ronde verloor.
In 2025 schreef Sparidaans, die zijn PDC-tourkaart kwijt was, bij de WDF het Dutch Open op zijn naam. In de finale won hij met een uitslag van 3-0 van de Amerikaan David Fatum.

## Resultaten op wereldkampioenschappen

### BDO
- 2018: Voorronde (verloren van Dennis Nilsson met 0–3)